# Újezdec (district de Svitavy)
Pour les articles homonymes, voir Újezdec.
Újezdec (en allemand : Aujestetz) est une commune du district de Svitavy, dans la région de Pardubice, en République tchèque. Sa population s'élevait à 124 habitants en 2024.

## Géographie
Újezdec se trouve à 8 km à l'ouest de Litomyšl, à 24 km à l'ouest de Svitavy, à 36 km au sud-est de Pardubice et à 129 km à l'est-sud-est de Prague.
La commune est limitée par Bučina au nord-ouest, par Cerekvice nad Loučnou au nord-est, par Morašice au sud-est et par Makov à l'ouest.

## Histoire
La première mention écrite de la localité date de 1167.

## Patrimoine
Újezdec est connu pour le « Pré des roses » (Růžový palouček). C'est un lieu de mémoire où se trouve le Monument aux Frères tchèques. Selon la légende, c'est l'endroit où les Frères tchèques ont fait les derniers adieux à leur patrie, avant leur départ pour l'étranger. Ce lieu de mémoire a été créé en 1906, le monument a été élevé en 1921 et le parc qui l'entoure date de 1925.

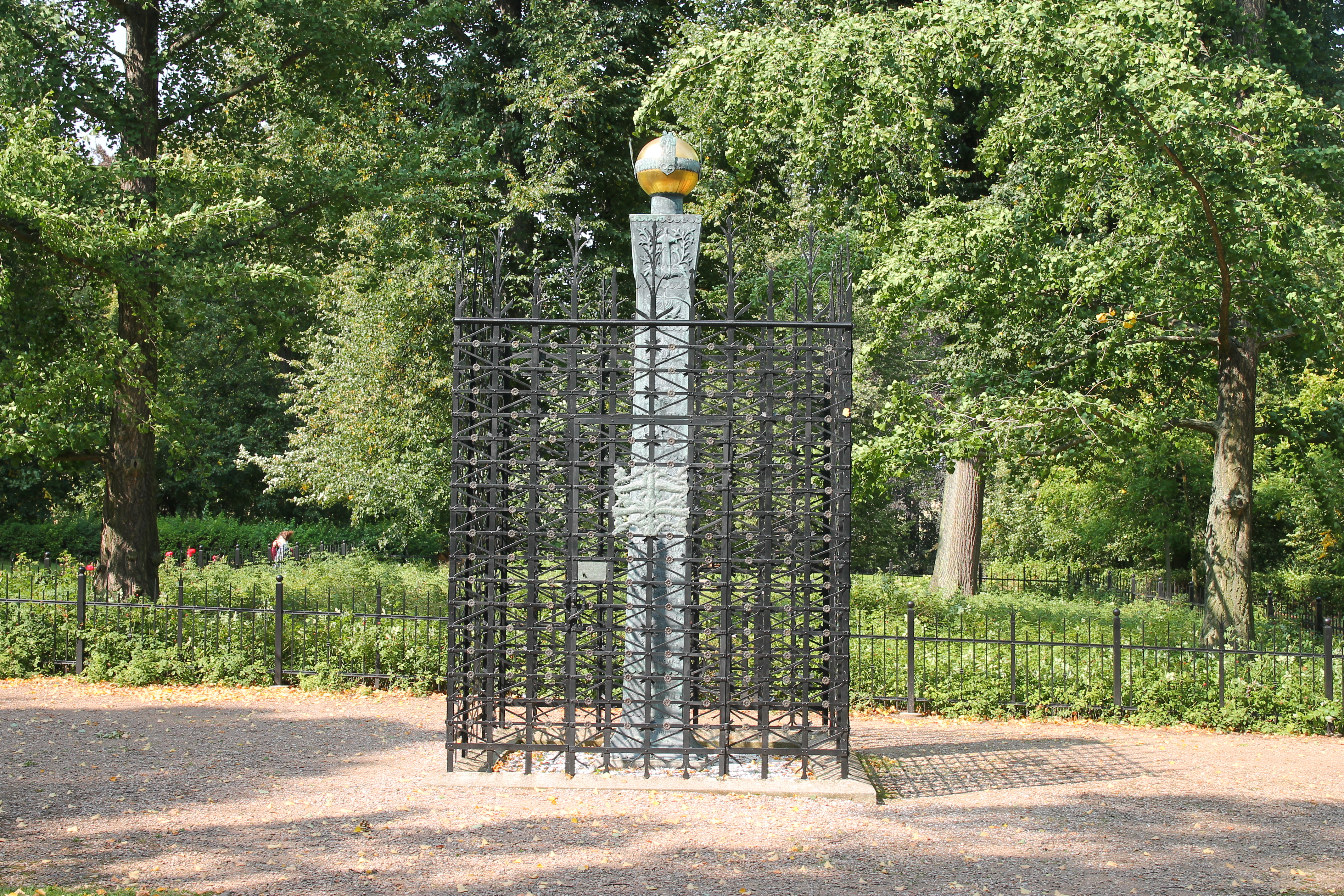
Monument aux Frères tchèques de 1921.
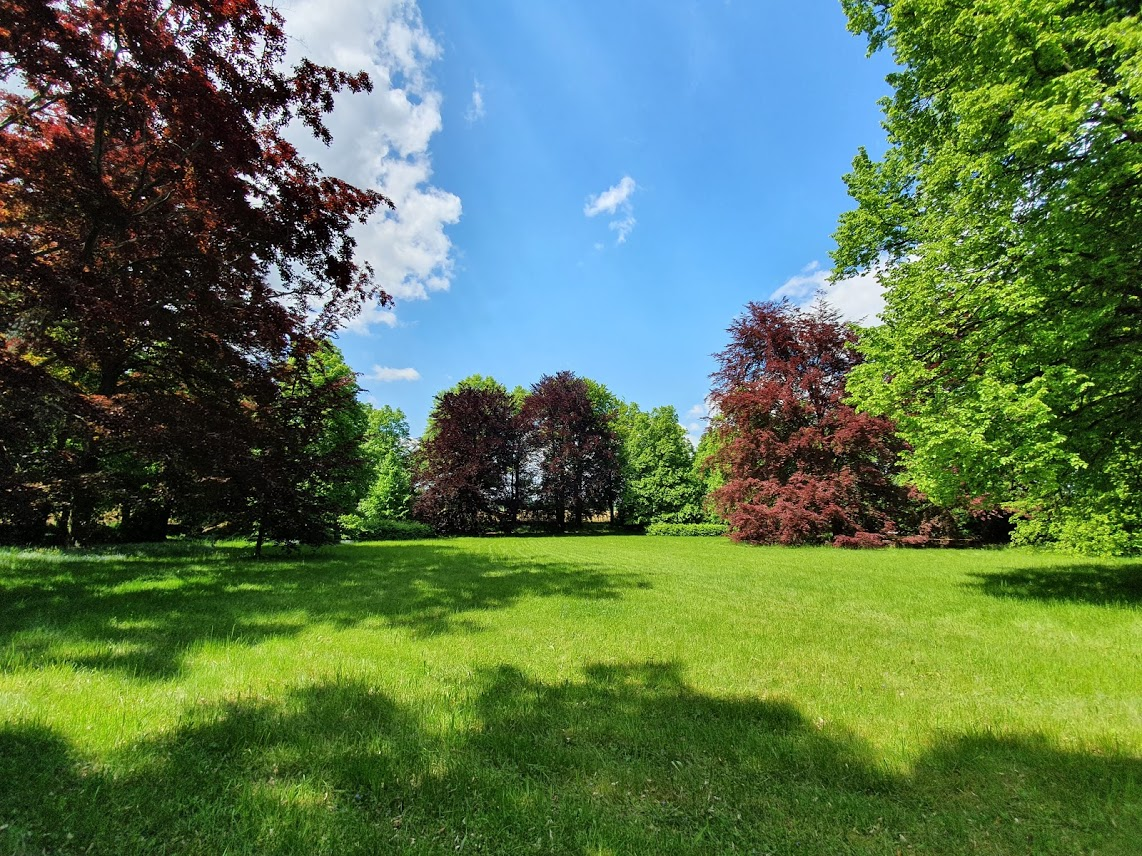
Parc du Pré des roses.

## Transports
Par la route, Újezdec se trouve à 11 km de Litomyšl, à 28 km de Svitavy, à 44 km de Pardubice et à 158 km de Prague. 